# Tomasz Stańko
Tomasz Ludwik Stańko (Rzeszów, 11 juli 1942 - Warschau, 29 juli 2018) was een Poolse jazztrompettist en -componist, die veel optrad met zijn Tomasz Stańko Quartet en Quintet. Stańko heeft zijn wortels in de free jazz. Hij was de eerste die met een Europese band deze jazzstijl bespeelde, in 1962.
Stańko genoot enige faam over de hele wereld, maar was vooral populair in de Verenigde Staten, waar hij vaak vergeleken werd met Miles Davis en Chet Baker.
In 2009 verscheen zijn album Dark eyes op ECM Records in kwintetvorm.

## Afbeeldingen

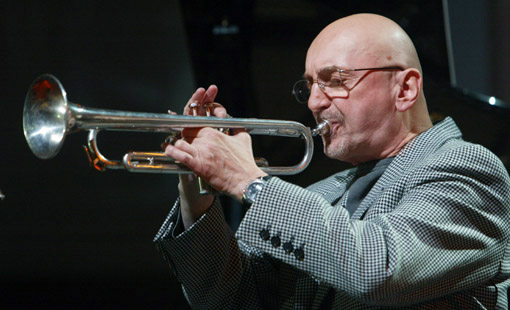
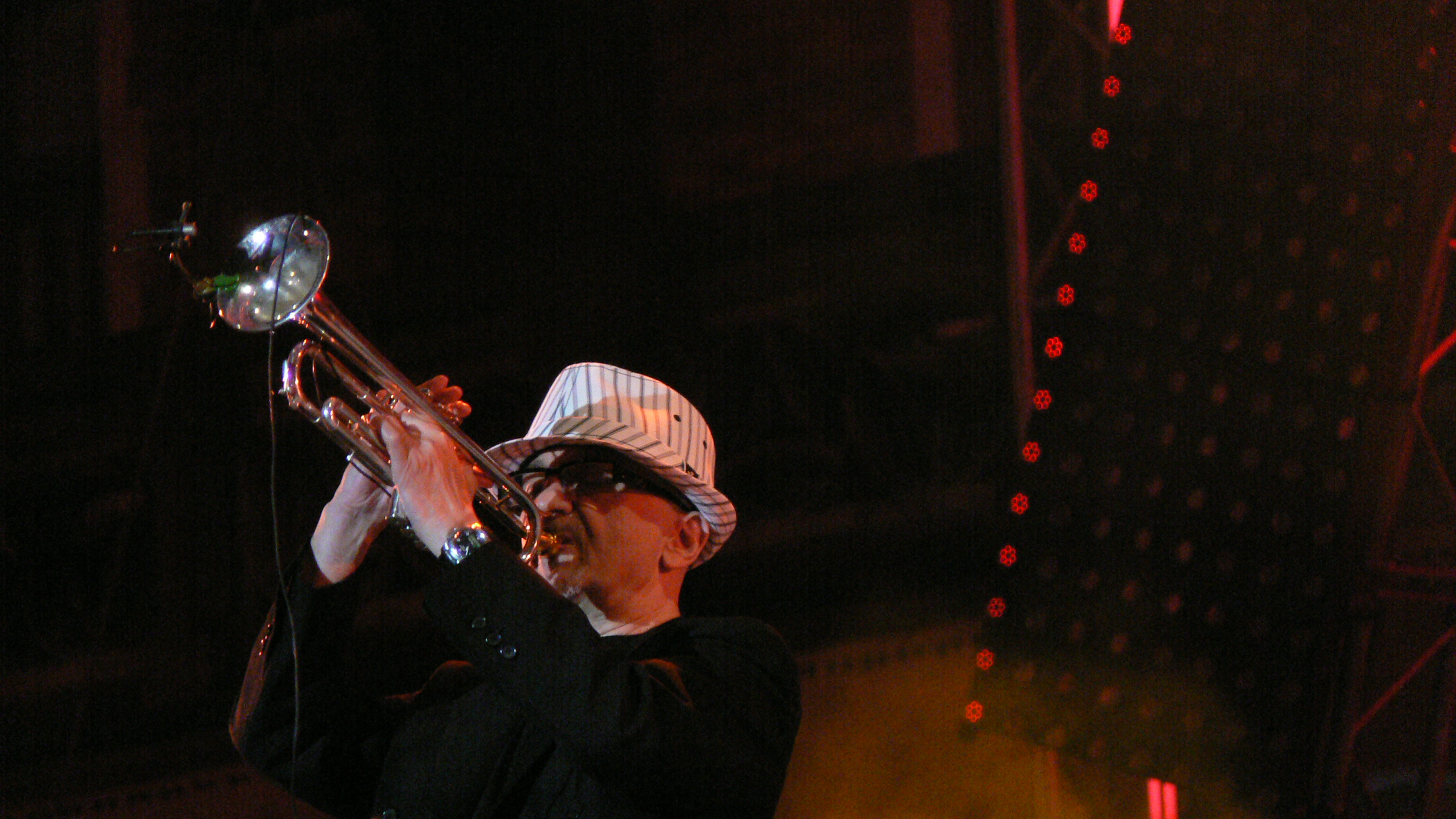
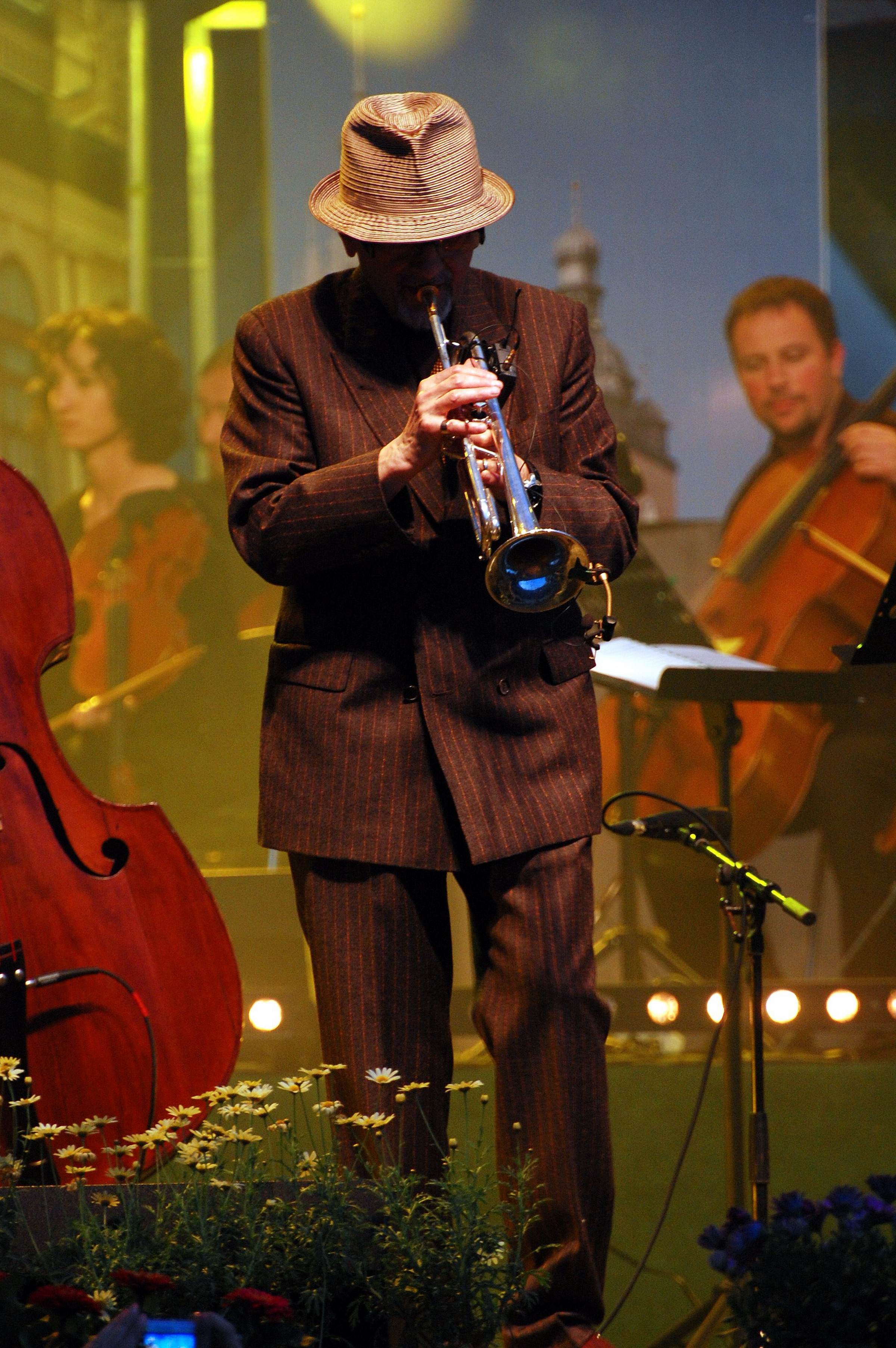